# چارلز ئی. استوارت
چارلز ادوارد استوارت (به انگلیسی: Charles Edward Stuart) سناتور سابق عضو حزب دموکرات ایالات متحده آمریکا بود. وی در سال ۱۸۵۳ تا ۱۸۵۹ میلادی سناتور ایالت میشیگان در سنای ایالات متحده آمریکا بود.